# Forintos Lőrinc
P. Forintos Lőrinc OFM (Kislőd, 1885. november 2. – Szigetvár, 1940. október 26.) ferences szerzetes, házfőnök.

## Élete
A Veszprém vármegyei Kislődön született 1885-ben. 1903-ban belépett a ferences rendbe, ahol 1907. szeptember 12-én fogadalmat tett. Tanulmányait a rend hittudományi főiskoláján végezte 1909-ben, s pappá szentelésére is ekkor került sor. A felszentelést követően a pécsi noviciátusban magister volt, majd házfőnökként működött a szécsényi, az egri, a váci, a máriagyűdi, a dunaföldvári, illetve a szolnoki kolostorban.
Váratlanul, tragikus hirtelenséggel érte a halál Szigetváron 1940. október 26-án. Temetésére november 29-én került sor a szigetvári Kanizsai temetőben.

## Írásai (válogatás)
- A terciárius és május királynője. In: Terciárius Közlöny, IV/5. szám, 1924. május. 139-141. o.
- A III. rend és Jézus Szent Szíve. In: Ferences Közlöny, XVIII/7. szám, 1938. július. 197-199. o.
- Szent Ferenc harmadikrendje, mint Isten irgalmának eszköze. In: Ferences Közlöny, XVIII/10. szám, 1938. október. 303-304. o.
- A harmadikrend és a jó halál. In: Ferences Közlöny, XVIII/11. szám, 1938. november. 330-331. o.